# الهادي بوريشة
الهادي بوريشة ولد في 4 سبتمبر 1930 في صفاقس وتوفي في 31 مايو 2013، هو رياضي وطبيب وسياسي تونسي.

## السيرة الذاتية
زاول الهادي بوريشة تعليمه الابتدائي والثانوي في صفاقس، قبل أن يصبح دكتور في طب الجهاز العصبي من كلية الطب بباريس. في المرحلة الطلابية، كان الأمين العام للطلبة الشمال أفريقيين في تولوز، ثم انضم للحزب الاشتراكي الدستوري في 1960. كان من أبرز أطباء النفس في مدينة صفاقس، وترأس الشعبة الدستورية للصحة في المدينة.

كان الهادي بوريشة بطل سباحة، وترأس لفترتين النادي الرياضي الصفاقسي بين 1966 و1967 ثم بين 1979 و1980.

من جهة أخرى، كان عضو اللجنة المركزية للحزب الاشتراكي الدستوري، وكذلك نائب رئيس بلدية مدينة صفاقس.

عين في 23 أكتوبر 1985 في منصب وزير الشباب والرياضة في حكومة محمد مزالي، وذلك حتى 7 أبريل 1986.

## الحياة الخاصة
توفي الهادي بوريشة في 31 مايو 2013.

إبنه سمير بوريشة كان رئيس قائمة آفاق تونس في دائرة صفاقس الأولى الانتخابية المشاركة في الانتخابات التشريعية التونسية 2014، ولكنه لم يفز بمقعد.